# Petronio (vescovo)
Petronio (Bologna, IV secolo – Bologna, 450?) è stato un vescovo romano.

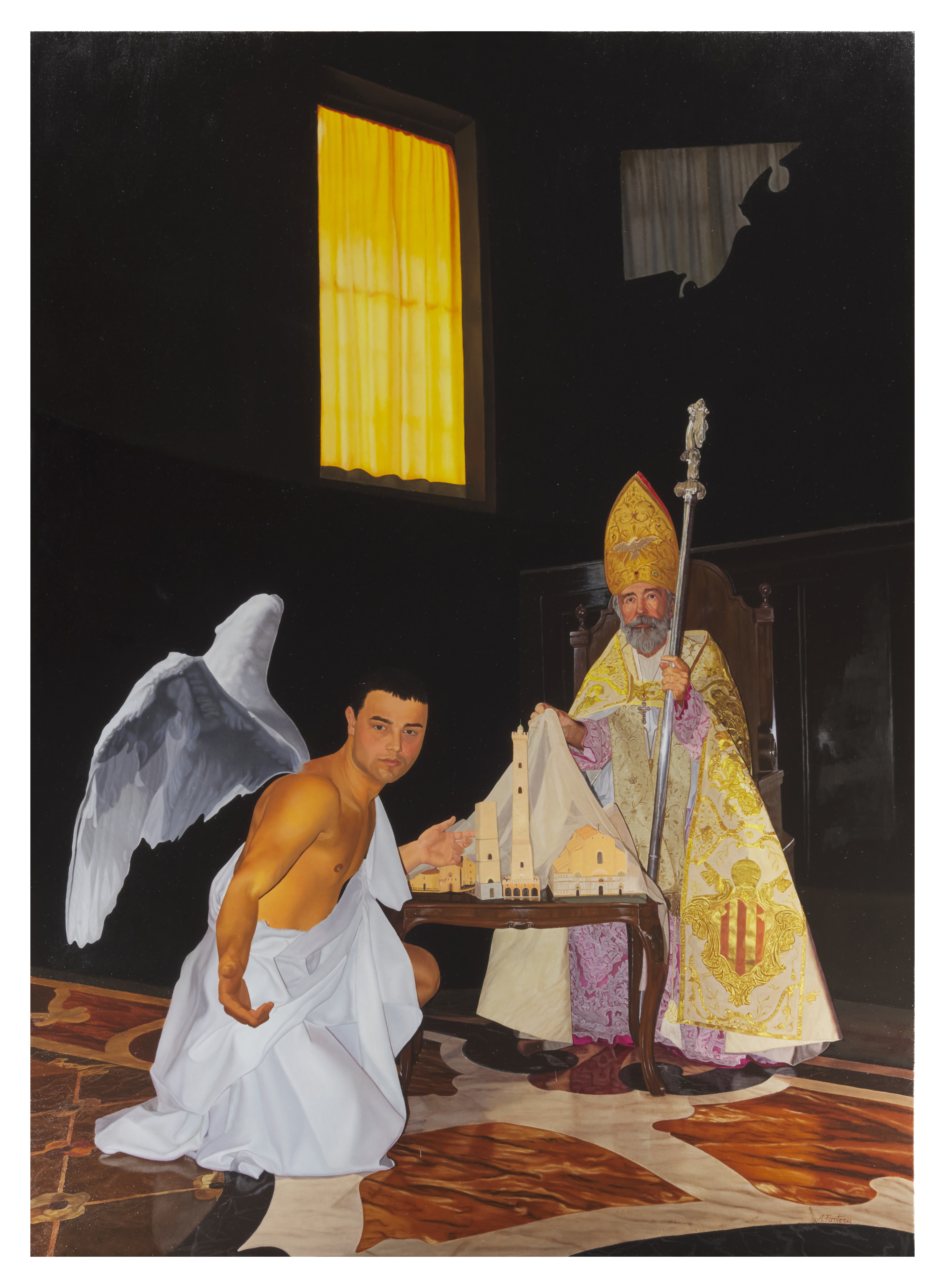
"San Petronio e l'angelo" opera dell'artista Alessandro Fantera - 2024

Guidò la Diocesi di Bologna dal 431 al 450 circa.

## Il personaggio storico
Petronio è attestato in forma documentata come ottavo vescovo di Bologna nell'Elenco Renano, un'antica lista dei vescovi bolognesi. In base a considerazioni storiche, il suo episcopato va collocato tra il 431 e il 449 (o 450).
La reale esistenza del personaggio è suffragata da due testimonianze a lui coeve: Eucherio di Lione lo cita in una lettera come esempio di persona che aveva abbandonato una posizione sociale molto elevata per entrare nell'ordine sacerdotale; Gennadio di Marsiglia descrive Petronio, vescovo di Bologna, uomo di santa vita ed esercitato fin dall'adolescenza negli studi dei monaci (vir sanctæ vitæ et monachorum studiis ab adolescentia exercitatus); inoltre ricorda sotto il suo nome il trattato De ordinatione episcopi pieno di ratione (razionalità) e di humanitate (cultura), forse da attribuire all'omonimo genitore, un Petronio che si sapeva uomo erudito e che svolgeva il ruolo di Prefetto del pretorio delle Gallie (402/408).
Da questo si possono dedurre alcune considerazioni biografiche: Petronio doveva appartenere ad una famiglia di alto rango; crebbe nella Gallia romana e in gioventù coltivò studi monastici, verosimilmente nell'ambito del monastero di Lerino; lasciò le prospettive di carriera politica e amministrativa che gli potevano competere per appartenenza sociale e intraprese la via del sacerdozio che lo condusse alla dignità episcopale, forse attraverso una permanenza a Milano in contatto con Ambrogio.

## La leggenda agiografica
Nessun'altra menzione di Petronio esiste fino al rinvenimento delle spoglie del Santo, avvenuto il 4 ottobre 1141, quando i monaci benedettini di Santo Stefano e il vescovo Enrico effettuarono una ricognizione nel monastero e rinvennero la sua tomba, nella quale, oltre ai resti del vescovo, trovarono reliquie di notevole importanza.
Nella seconda metà del XII secolo (circa il 1180) fu subito redatta in ambito benedettino una Vita in latino che contiene queste vicende biografiche, da considerarsi totalmente leggendarie e che tuttavia sono alla base della devozione e dell'iconografia petroniana: Petronio, di origine greca, è il cognato dell'imperatore Teodosio II, nonché esattore delle pubbliche imposte per l'impero; viene inviato a Roma presso il pontefice Celestino I in occasione della disputa su un'eresia; trovandosi a Roma ambasciatori bolognesi per chiedere al Papa un nuovo vescovo, Celestino sceglie Petronio, secondo un suggerimento avuto in sogno da San Pietro; Petronio arriva a Bologna e la trova in condizioni disastrate a causa delle invasioni barbariche; avvia una campagna di ricostruzione della città e in particolare del complesso di Santo Stefano (Sancta Hierusalem); effettua un viaggio a Costantinopoli da cui ritorna portando numerose reliquie; viene sepolto nella Sancta Hierusalem da lui edificata. 

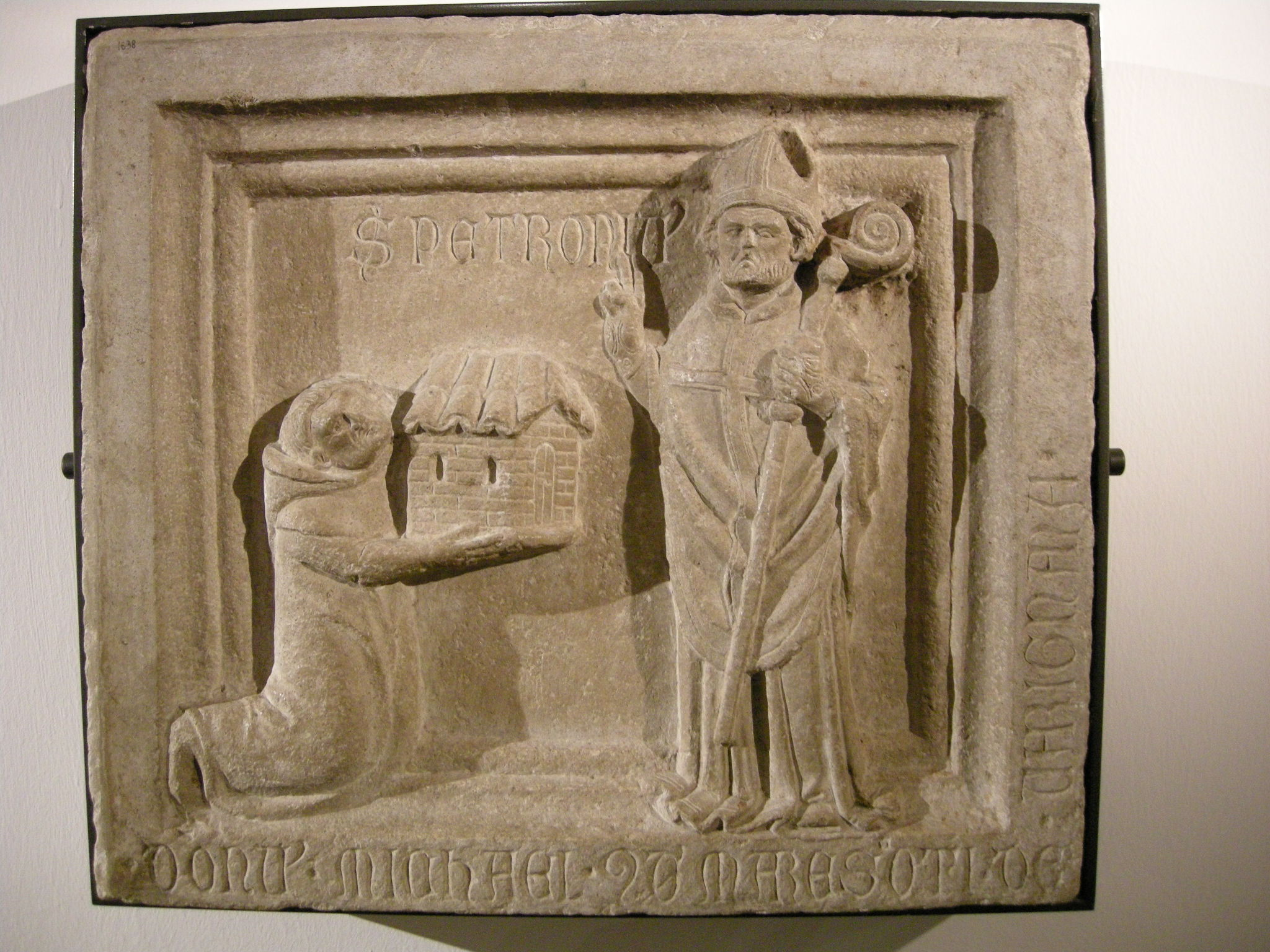
Michele Marescotti offre una cappella a san Petronio

Nella Vita scritta in volgare alla fine del XIII secolo si aggiungono altri elementi narrativi fondamentali, strettamente legati con le vicende politiche bolognesi del tempo: Petronio, quando era già vescovo di Bologna, avrebbe compiuto un viaggio a Gerusalemme dove avrebbe recuperato molte reliquie; nel viaggio di ritorno, passando da Costantinopoli, avrebbe ottenuto da Teodosio II numerosi benefici per la sua città: l'ampliamento del circuito murario, la garanzia della perpetua autonomia civica, la protezione imperiale contro ogni forma di tirannia straniera, la concessione dello Studium, ovvero dell'Università. In questa seconda Vita è evidente la progressiva politicizzazione del Santo, che è ormai assurto al ruolo di ricostruttore della città, di vindice della sua libertà e di promotore dello Studium, la più importante istituzione culturale della Bologna medievale.

## Santo patrono cittadino

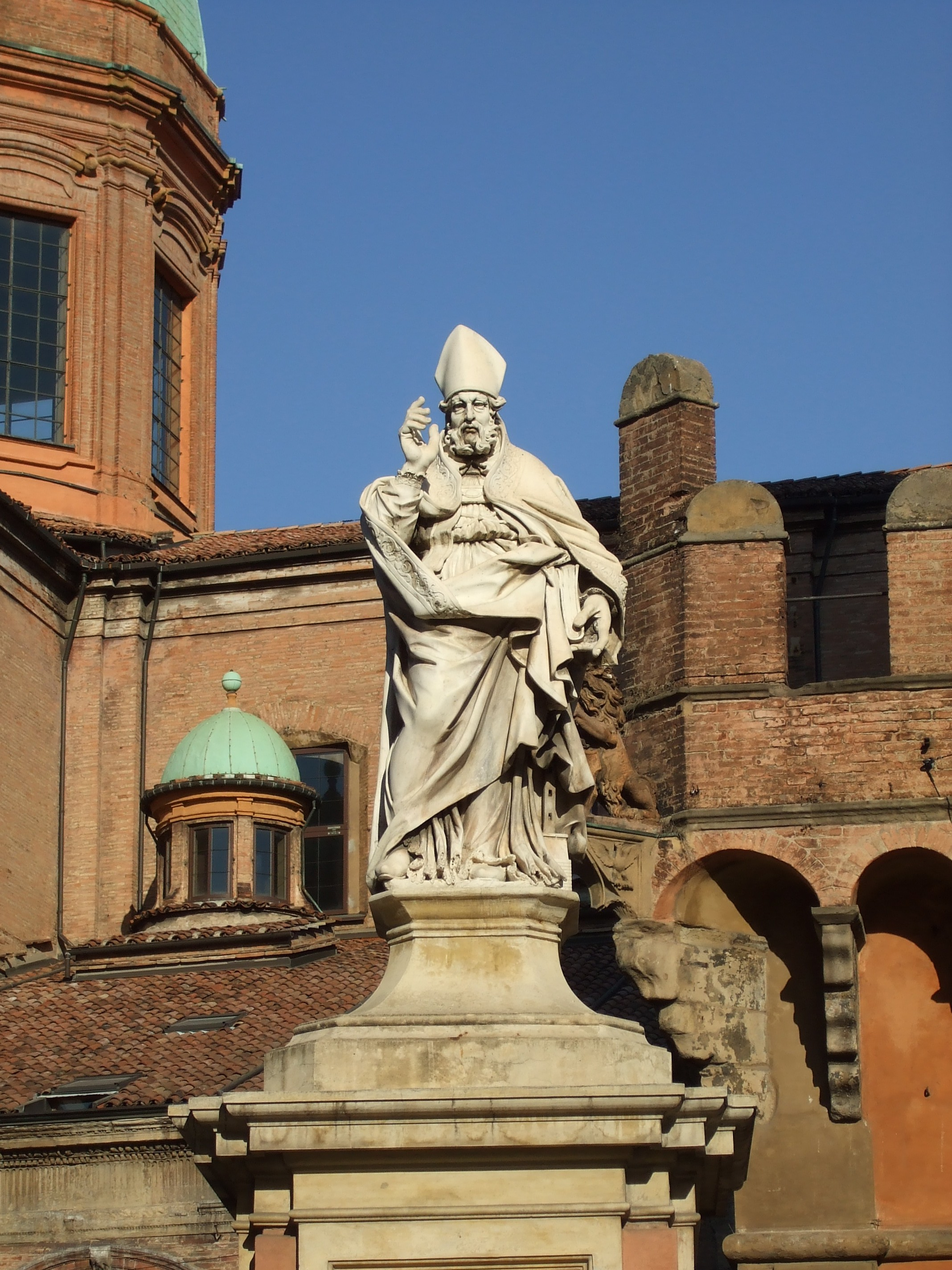
La statua di San Petronio in Piazza di Porta Ravegnana, Bologna.

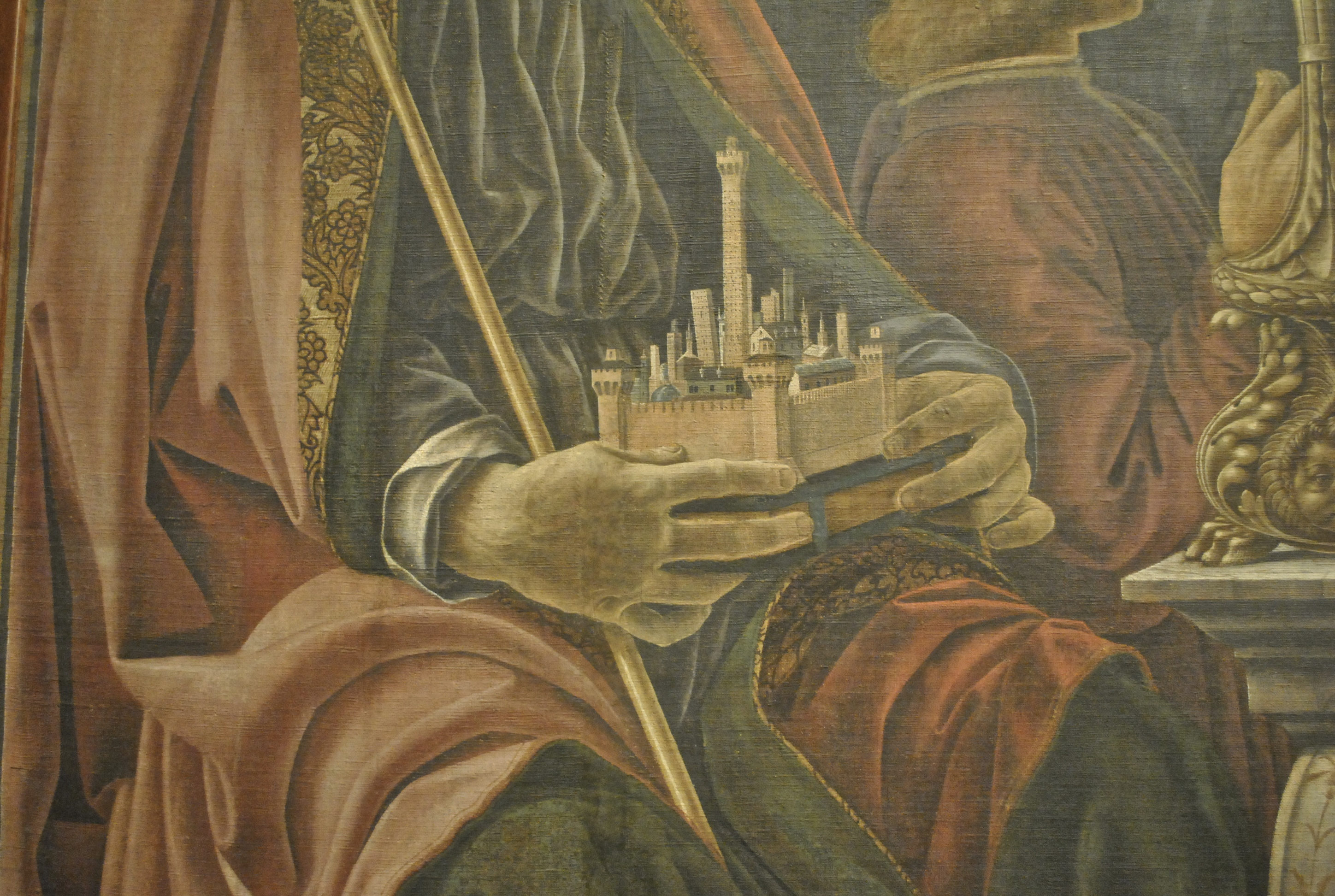
Francesco del Cossa, Pala dei Mercanti dettaglio con San Petronio che tiene nella mano il modellino della città, Pinacoteca di Bologna

A metà del XIII secolo (presumibilmente nel 1253) il libero Comune di Bologna decise di elevare Petronio alla dignità di principale patrono della città (in sostituzione di San Pietro, che incarnava il potere temporale dei papi).
Nel 1388 decise di innalzare in Piazza Maggiore la grande basilica a lui intitolata (la costruzione iniziò nel 1390 su progetto dell'architetto Antonio di Vincenzo). Qui fu traslato il capo del Santo per volere di papa Benedetto XIV (il concittadino Prospero Lambertini), che accettò la richiesta dei canonici di San Petronio. Solo nel 2000 anche il resto del corpo del patrono è stato traslato in San Petronio. La ricostruzione della città nella sua consistenza fisica oltre che spirituale è ben simboleggiata dalle croci che Petronio avrebbe posto ai margini della nuova città murata in funzione apotropaica: le quattro croci a lui attribuite sono tuttora conservate, nei rifacimenti successivi, nella basilica di San Petronio.
Nell'iconografia tradizionale Petronio viene raffigurato in vesti episcopali ed in età matura, seguendo l'immagine del vescovo con barba bianca e di aspetto saggio e paterno (San Biagio, San Nicola, ecc.): viene contraddistinto dalla presenza di un modellino della città di Bologna in mano, ai suoi piedi o sorretto da angeli. Le raffigurazioni artistiche di Petronio sono essenzialmente limitate alla città di Bologna; le più note sono: una statuetta in marmo, opera giovanile di Michelangelo Buonarroti nel sepolcro di San Domenico (Basilica di San Domenico); una tempera su tavola di Simone dei Crocifissi (sec. XIV) nel Museo di San Petronio; il ciclo ad affresco di Giovanni da Modena (inizi del sec. XV) con Storie della sua vita nella cappella Bolognini della Basilica di San Petronio.
Il 4 ottobre 2001 la statua di San Petronio, realizzata nel 1683 dallo scultore Gabriele Brunelli per l'Arte dei Drappieri, è stata ricollocata in piazza di Porta Ravegnana, davanti alle due torri: era stata rimossa da questa collocazione originaria nel 1871 e a lungo custodita in una cappella della basilica di piazza Maggiore.
Il 4 ottobre 2024, in occasione della festa patronale, è stata esposta nella cappella di Santa Brigida, ubicata all'interno della Basilica di San Petronio, l'opera, olio su tela, del pittore Alessandro Fantera: "San Petronio e l'angelo".